# Perconia baeticaria
Perconia baeticaria là một loài bướm đêm trong họ Geometridae.